# Terebripora comma
Terebripora comma är en mossdjursart som beskrevs av Jacqueline A. Soule 1950. Terebripora comma ingår i släktet Terebripora och familjen Terebriporidae. Inga underarter finns listade i Catalogue of Life.